# Rocca di Belvedere
La rocca di Belvedere, nota anche come castello di Rusino o castello di Moragnano, era un maniero medievale, i cui resti sorgono tra le piccole frazioni di Rusino e Moragnano, all'interno del comune di Tizzano Val Parma, in provincia di Parma.

## Storia
Secondo un'ipotesi non suffragata da fonti storiche, la fortificazione sarebbe stata edificata all'incirca nel 1100, dalla nobile famiglia dei Da Moragnano, che furono vassalli degli Obertenghi e feudatari di Nasseta.
Nel 1364 i due fratelli Niccolò e Giberto Terzi giurarono fedeltà al signore di Milano Bernabò Visconti per i castelli di Tizzano e di Belvedere. Il 19 agosto 1387, con diploma sigillato a Norimberga, l'imperatore Venceslao di Lussemburgo confermò ai Terzi le investiture delle terre appartenenti alla famiglia, comprendenti i feudi assegnati nel 1247 ai capostipiti da Cornazzano dall'imperatore Federico II di Svevia e tutti quelli ottenuti in seguito dalla casata; tra i castelli del Parmense indicati, i principali risultavano essere Tizzano e Belvedere.
Tuttavia, secondo la maggior parte degli storici, la rocca di Belvedere fu costruita soltanto nei primi anni del XV secolo, per volere di Ottobuono de' Terzi, signore di Tizzano, quale presidio fortificato sulla val d'Enza.
Nel 1409, in seguito all'uccisione del condottiero, il castello di Rusino fu occupato dal marchese Odoardo Pallavicino, per conto del marchese di Ferrara Niccolò III d'Este.
Dopo la cessione di Parma in cambio di Reggio Emilia nel 1420 al duca di Milano Filippo Maria Visconti, quest'ultimo nel 1441 investì nuovamente del feudo di Belvedere i conti Guido e Giberto Terzi.
Tra il 1447 e il 1448, nella breve parentesi temporale in cui Parma si rese indipendente da Milano, il Comune cittadino affidò direttamente la gestione del territorio, comprendente le località di Rusino, Moragnano, Vezzano, Groppizioso, Lalatta, Treviglio e Musiara, al podestà Antonio Caviceo.
Sul finire del 1448 Jacopo Vallisneri, in seguito alla distruzione del castello del Castellaro a opera del Comune di Parma, attaccò e conquistò la rocca, per poi cederla spontaneamente ad Alessandro Sforza nel 1450, dopo che questi riconquistò la città di Parma; nello stesso anno il duca Francesco Sforza elevò il feudo al rango di contea e lo assegnò ancora ai Terzi, che ricevettero conferma dell'investitura nove anni dopo.
Nel 1479 il maniero fu assediato dal conte di Caiazzo Roberto Sanseverino d'Aragona, ma l'assalitore fu costretto a desistere.
Nel 1518 la rocca fu nuovamente assediata, questa volta dal bandito reggiano Domenico Amorotto, che non riuscì nell'impresa.
Nel 1551, durante la guerra di Parma, il fortilizio fu assaltato e conquistato da Camillo Rossi e perse il suo ruolo difensivo; il castellano e le guardie si trasferirono a Moragnano, abbandonando il maniero, mentre la contea fu inglobata tra i domini dei Rossi.
Nel 1666 il marchese Scipione I de' Rossi, oberato dai debiti contratti per rientrare in possesso della contea di San Secondo, fu costretto a cedere alla Camera Ducale di Parma tutte le rocche appenniniche in suo possesso. Il feudo di Belvedere, comprendente le località di Moragnano, Rusino, Vezzano, Madurera, Pianestolla, Casagalvana, Lalatta, Groppizioso, Treviglio, Musiara, Pignone, Lagrimone, Bottazzo, Pratolungo, Capriglio, Fontanafredda, Magreto e Anzolla, fu nel 1774 assegnato dal duca Ferdinando di Borbone al conte Giuseppe Camuti, che nel 1790 lo cedette, in cambio di alcune terre a Ronchetti di San Secondo, al conte Pietro Andrea Leggiadri Gallani; quest'ultimo ne mantenne i diritti fino al 1805, quando i decreti napoleonici sancirono la loro abolizione nell'ex ducato di Parma e Piacenza.
Agli inizi del XX secolo dell'antico castello rimaneva soltanto una torre in rovina, che fu rinforzata strutturalmente; gli ambienti interni furono inoltre svuotati dai detriti.

## Descrizione
Dell'antico castello si conserva soltanto una torre mozzata, parzialmente recuperata agli inizi del XX secolo eliminando le parti in pericolo di crollo.
La massiccia struttura in pietra, sviluppata su una pianta quadrata, è caratterizzata dalla presenza di piccole feritoie e dello stretto portale d'ingresso ad arco a tutto sesto, chiuso da cancello.